# Halfwinder

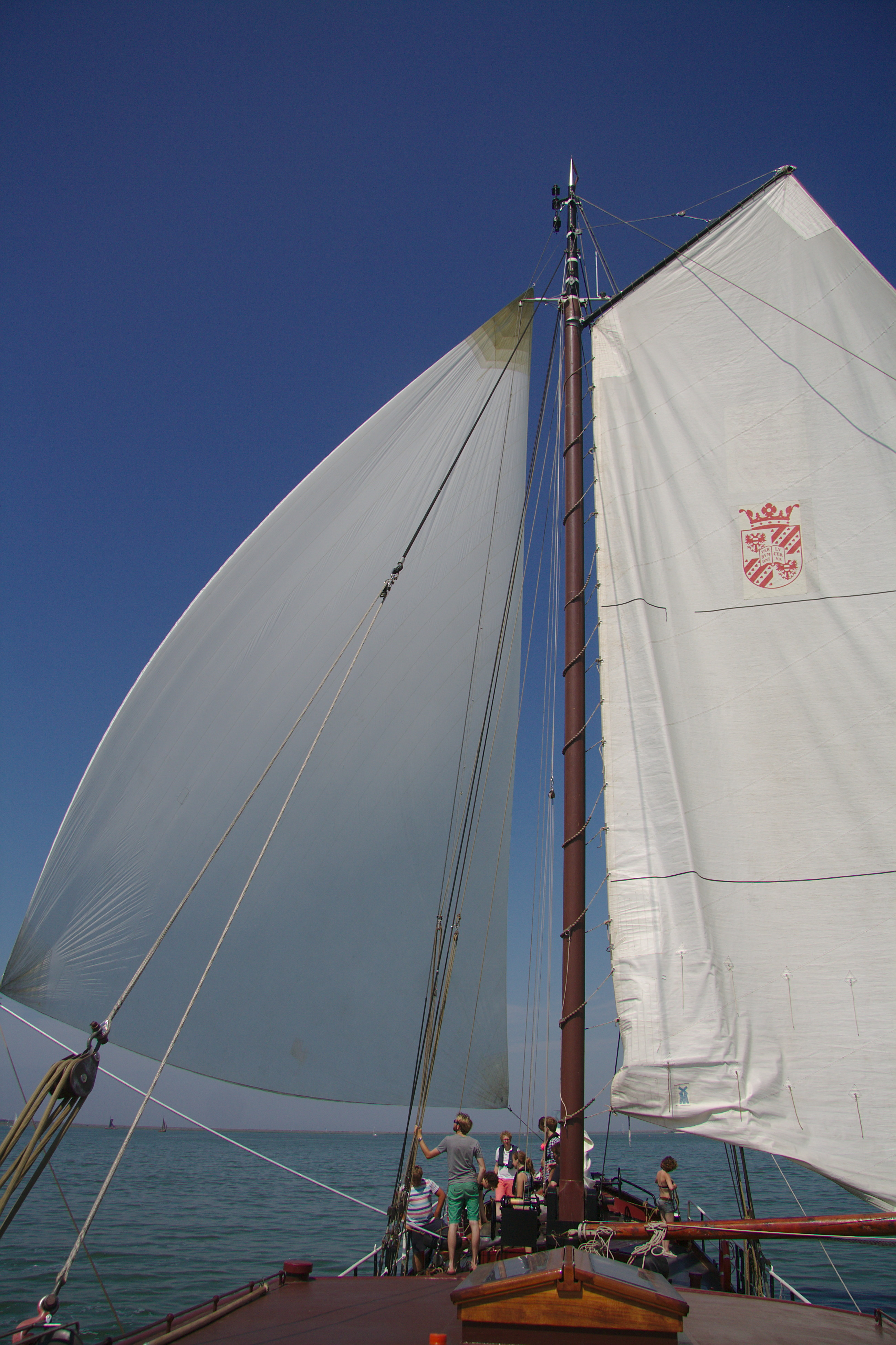
Halfwinder

Een halfwinder is een voorzeil dat op ruime en halfwindse koersen gebruikt wordt in plaats van de gewone fok (of genua) in omstandigheden met niet te veel wind. De halfwinder is veel groter dan de standaardfok en zeer bol gesneden.